# Grausa (empresa)
L'empresa Grausa nom comercial de Grau S.A. és ubicada a Castellar del Vallès. Es tracta d'una empresa de tints, aparells i acabats molt representativa del ram a Sabadell i que avui dia continua l'activitat. Els orígens de l'empresa es remunten a una petita indústria de premses on treballava Antoni Grau, el qual la va comprar l'any 1868, quan es va retirar el propietari. Ja des del començament, Grau va ampliar l'activitat de la fàbrica i, anys més tard, el seu fill Joan la va continuar fent créixer fins que l'any 1918, amb la creació de la filial Grau i Iglesias, va començar a treballar el tint. Ja a l'any 1931, l'empresa Joan Grau es va convertir en societat anònima. Un dels propietaris és Joan Grau Tarruell, que havia fundat SATINA, empresa que finalment va acabar ajuntant-se amb Grau, SA.
Actualment l'empresa continua en actiu. Les seves principals operacions de producció són: Preparació de fibres, tintura de fibres i acabat de teixits.L'empresa participa en programes per minvar el consum d'energia i l'impacte ambiental sobre les aigües utilitzades, com ara Ecuval.